# Маккавеевская гауптвахта
Маккавеевская гауптвахта — место массового уничтожения людей в селе Маккавеево Забайкальского края России, где в годы гражданской войны размещались войска генерал-майора Артемия Тирбаха и проводилось истребление противников белого движения. Была создана по приказу атамана Семёнова в августе 1918 года и функционировала по октябрь 1920 года. Количество погибших в застенках Маккавеевской гауптвахты оценивается примерно в 5000 человек. Убийства сопровождались пытками и совершались с большой жестокостью.
В память об этих событиях, в центре села в 1920 году был сооружён крест, в 1957 году памятник, а в 1968 году мемориал.
Однако существуют и другие оценки, согласно которым действительное количество убитых в Маккавеевской гауптвахте людей значительно меньше общепринятой цифры в 5000 человек. Документально известно о 190 белых и красных, казненных в Маккавеево в период 1918-1920 гг, среди которых были расстреляные представители Советской власти, красногвардейцы, как солдаты так и командиры, и эсеры-подпольщики, участвовавшие в покушении на атамана Семенова. С точки зрения семеновцев это были государственные преступники, выступившие против законной власти с оружием в руках.